# Beania magellanica
Beania magellanica is een mosdiertjessoort uit de familie van de Beaniidae. Deze soort werd voor het eerst beschreven in 1852 vanuit de Straat Magellaan, door de Britse zeechirurg en zoöloog George Busk die de soort de naam Diachoris magellanica gaf. Later werd de soort overgebracht naar het geslacht Beania, als Beania magellanica.

## Omschrijving
Beania magellanica is een korstvormende koloniale mosdiertje die meerdere, ongeveer ronde, bladen vormt. Elk blad is enkele centimeters in diameter. Deze worden enkele millimeters boven het substraat gehouden en losjes vastgemaakt door fijne chitineuze filamenten. De bladen zijn geelbruin en hebben vaak opstaande randen; ze kunnen elkaar overlappen of soms zelfs verticale structuren vormen. De bladen zijn gevormd uit een enkele laag zooïden, elk verbonden met zes andere, waardoor het lijkt op gaas. De individuele zooïden hebben een cilindrisch lichaam met een chitineus exoskelet met daarop een lofofoor, een kroon van tentakels. De lofoforen steken allemaal uit aan dezelfde kant van het blad, meestal de bovenkant, en zijn groot genoeg om met het blote oog te zien.

## Verspreiding
Beania magellanica heeft een wijdverspreide verspreiding, voornamelijk op het zuidelijk halfrond; het assortiment omvat Argentinië, Chili, Peru, Mexico, Falklandeilanden en de Burdwood Bank, Kaapverdië, Zuid-Afrika, Kerguelen-eilanden, Prins Edwardeilanden, Australië, Nieuw-Zeeland, de Pacifische kust van Japan en Nieuw-Caledonië. Bovendien is het in de 21e eeuw geregistreerd vanaf de noordkust van Spanje en vanaf de Middellandse Zee, waar het voorheen niet bekend was.

## Ecologie
Beania magellanica groeit vaak als epibiont op sponzen, zachte koralen of Corallinales. Het is ook een aangroeiend organisme, dat zich vasthecht aan de rompen van boten en mogelijk van de ene locatie naar de andere verplaatst op drijvend puin. Net als andere mosdiertjes voeden de zooïden zich met diatomeeën en organische deeltjes die de lofoforen uit het voorbij stromende water halen. De voedseldeeltjes worden naar de centrale mond gevoerd. De zooïden van een kolonie zijn met elkaar verbonden, waardoor ze voedsel met elkaar kunnen delen. Kolonies breiden uit door nieuwe zooïden te ontluiken. Onder bepaalde omstandigheden ontwikkelen zich gespecialiseerde reproductieve zooïden. De embryo's worden eerst gebroed en hebben daarna een kort plankton larvestadium, voordat ze zich op een geschikt substraat nestelen om een nieuwe kolonie te stichten. Verschillende zeeslakken voeden zich met de zooïden en dit mosdiertje verdraagt geen vervuiling door zware metalen zoals koper.